# Ladiszla
A Ladiszla  a László férfinév latinosított alakjának (Ladislaus) a női párja.

## Gyakorisága
Az 1990-es években szórványos név, a 2000-es években nem szerepel a 100 leggyakoribb női név között.

## Névnapok
- június 27.[2]